# One Penn Plaza
Il One Penn Plaza è un grattacielo di Manhattan, il più alto del complesso Pennsylvania Plaza. L'edificio è alto 229 m, con 57 piani, 44 ascensori e un parcheggio sotterraneo, oltre a vari centri commerciali.

## Architettura
Il grattacielo fu progettato da Kahn & Jacobs e completato nel 1972. Raggiunge i 230 metri di altezza con 57 piani. La torre presenta tre arretramenti: al 7°, 14° e 55° piano. Grazie alla sua posizione sul lato ovest di Manhattan, la maggior parte degli inquilini esposti a sud, ovest e nord gode di una vista libera sul fiume Hudson. One Penn Plaza è costruito in acciaio strutturale e cemento, con vetro solare grigio e alluminio anodizzato sulle pareti esterne. I locali tecnici si trovano al 12° e 13° piano; la loro collocazione ai piani inferiori anziché in cima all'edificio ha permesso di installare le apparecchiature prima del completamento della struttura in acciaio, riducendo di sei-nove mesi i tempi di costruzione dell'edificio.
L'edificio dispone di 14 ingressi e 44 ascensori distribuiti in sette file. Un parcheggio sotterraneo offre 695 posti auto ed è accessibile sia dalla 33esima che dalla 34esima Strada. Passaggi diretti a ciascuna estremità dell'edificio forniscono collegamenti sotterranei con il terminal della Long Island Rail Road della Pennsylvania Station, che si trova un isolato a sud.

## Storia
One Penn Plaza è attualmente di proprietà della Vornado Realty Trust. In precedenza, era di proprietà della Helmsley-Spear Inc., che lo vendette per 420 milioni di dollari alla fine degli anni '90.
Nel 2009, si progettava di installare un impianto di cogenerazione per riscaldare l'edificio in modo più efficiente. Entro il 2010, si è riferito che l'attivazione del nuovo impianto aveva ridotto di quasi la metà le emissioni di carbonio dell'edificio. L'atrio è stato ristrutturato nel 1995 e ha subito un'ulteriore ristrutturazione nel 2019. L'edificio è stato rinominato Penn 1 entro il 2021.